# Mierzęcice Osiedle
Mierzęcice Osiedle est une localité polonaise de la gmina de Mierzęcice, située dans le powiat de Będzin en voïvodie de Silésie.